# バイオリンはどうして出来たか

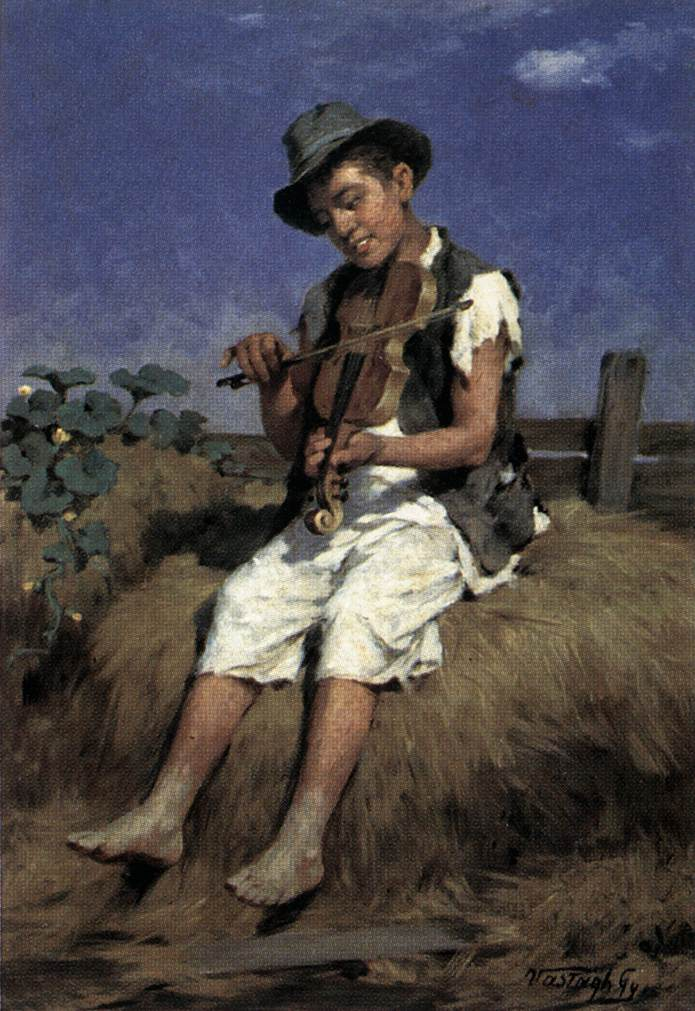
ヴァシュタグ・ジェルジュ作、「ジプシー少年のバイオリン弾き（Hegedűs Cigány Fiú）」

「ヴァイオリンの創造」（ドイツ語: Die Erschaffung der Geige）は、トランシルヴァニア地方・ハンガリー南部地方のロマ（ジプシー）のおとぎ話。「バイオリンはどうして出来たか」の邦題で訳文が出版されている。
ポーランドの類話に「魔法の箱」がある。

## 稿本
ドイツ語訳版は、民俗学者ハインリヒ・フォン・ヴィスロッキにより『さすらいのチゴイナーについて：トランシルヴァニア・チゴイナーの生活風景 Vom wandernden Zigeunervolke. Bilder aus dem Leben der Siebenbürger Zigeuner』（1890年）に発表された。
ヴィスロッキはトランシルヴァニアのジプシーより採取したとするが、同じ話はハンガリー南部の放浪ジプシー（kortorar）にも知られていると述べている。
のちにハンガリー南部のジプシー語（ロマ語）の原文が、ドイツ訳と附してアントン・ヘルマン（ヘルマン・アンタル）の1894年論文に掲載されている。

## あらすじ
貧しい夫婦に子供ができず、妻が森で出会った老女に不平をもらす。老婆は知恵を授け、「家に帰ってカボチャ（ドイツ語: Kürbis; ロマ語:dudum）を割り、ミルクを注いで飲め。そうすれば男の子を授かり、その子は運と富に恵まれるだろう」と教示する。立派な男の子は生まれるが、母親は産後まもなく病没する。
20歳になった青年は、立身のため世界を旅し、裕福な王が治める大都市にたどりつく。王には自慢の王女がいたが、世界で誰も成したためしのない何かを披露できる人物にこれを嫁がせようと決めていた。
これまで多くの挑戦者が失敗し、処刑されてきた。青年は、王女をもらいたいのですが何をすればよいか教えてくださいと不躾に聞き、王の命で地下牢に放り込まれる。するとマトゥヤ（Matuyá; ロマ語原文：Matuja）という妖精の女王が現れ、手助けをする。青年に箱と棒を与えた妖精は、さらに自分の髪の毛を何本か抜いて渡し、箱と棒にそれぞれ弦のように張れ、と指示した。こうしてできた楽器に弓をつがえて演奏すると、音楽にあわせて、聴衆に喜怒哀楽が沸き起こった（妖精がそのつど笑いや嘆きを楽器に吹き込んでいたので、そのしわざである）。楽才を王に認められ、青年は王女を妻にもらいうけた。「こうしてこの世にヴァイオリンは出来たとさ Kade avelas schetra andre lime」と物語は締めくくる。

## 解説

### 起源
民話から発祥する魔法譚。おとぎ話の定番である老婆と善なる妖精が登場し、いずれとも魔法使いである。妖精マトゥヤは、インドに伝わる魔法物語に由来する（ロマの物語には多い）が、トランシルヴァニア、ハンガリー、ポーランド、ロシア、セルビアのロマ神話ではウルシトリの女王とされる。ウルシトリは山肌の御殿にすむ妖精たちで、歌や舞踏を好み、音楽の象徴である。

### 類話
よく似た内容の話がポーランドの作家イェジィ・フィツォフスキによる再話「魔法の箱 Zaczarowana skrzynka」である（『太陽の木の枝』所収、1961年）。このポーランド版では、マトゥヤ（Matuja）という名のブナの木の精霊が、同じくくりぬいたカボチャにミルクを注いで飲めと勧め、無事に男の子が誕生し、「幸運」を意味する「バフタロー（Bachtalo）」と名付けられる。
これは楽器の発祥を伝える由来譚は、他の地域や文化にもみられ、他例にハンガリーの「ヴァイオリン」のおとぎ話やモンゴルの「モリンホール」の由来譚が挙げられるが、いずれもトランシルヴァニアのヴァイオリン起源との共通性は乏しい。ギリシア神話では、パーンに追われたシューリンクスが葦、ついで楽器の葦笛（パンフルート）となった変身譚が有名である。

### 同題名の説話
トランシルヴァニアおとぎ話には、もうひとつ同題名の「ヴァイオリンの創造」があるが（これもヴィスロッキが刊行、のちにグルームが英訳）、これはハッピーエンドを欠き、話筋も脈絡がもつれるため、知名度は低い。あらすじでは、若い女が裕福な狩人に恋慕するが振り向いてもらえずに悪魔と接触する。家族を犠牲に悪魔のヴァイオリンを入手し狩人を誘惑する。彼女の父親が楽器の函となり、4人の男の兄弟は弦、母親は弓となる。結末には、若い女は悪魔を崇拝することを拒み連れ去られる。森林に置き去りにされたヴァイオリンは、やがてジプシーの旅人に拾われる。こちらはグリム童話 KHM28 「歌う骨」の類話とされており、 ハンガリーのロマ（ジプシー）の説話が、これと酷似したものとして（英訳で）発表されている
。

### 出版史
ロマ人のなかでも有名屈指なおとぎ話で、幾つものおとぎ話集に所収されている。朗読やラジオドラマ化、おとぎ芝居化され、教材にも使われる。 

### 解釈学の応用
音楽療法士で民話と音楽の関連の研究家でもあるローゼマリー・テュプカーは、この物語についての現代の聴衆の反応をデータにとり、解釈学を用いて解析を試みている。手法としては研究対象者から物語全体についての感想に加え、各テーマ（貧困、子宝に恵まれない夫婦、裕福な王とその美しい王女、前人未到の事績の達成）についての意見を収集している。
テュプカーによれば、これは「貧困と富裕」など、対極する世界を描く物語である。裕福な王は、王女を物品のように所有・支配し、その心情を汲むことはせず、意のままに褒賞として利用する。ここでは物欲、成功と挫折、英断などがテーマとなっており、物語中では競技の場面がその最たる例である。そして世の中無理なものはしょせん無理なのであって、老婆や妖精など魔法の助力がなくばおいそれと達成はできない。
そうした競争社会と隔絶した世界が、すなわちヴァイオリンの世界であるが、ここでは単なる楽器というより、音楽の黎明そのものを意味している。心動かされ、互いの心の琴線に触れ、視覚にも聴覚にも訴える刺激が「世にも初めてのもの」として披露されたことを、この物語は、象徴している。
このおとぎ話は、性欲のない世界における男女共存も表象している。精神分析学の観点からすれば、「生殖性」（または「世代発生性」ドイツ語: Generativität）や、トライアンギュレーションの領域である。感情に訴える音楽家の力とは、王の権力と根本的に異なっている。
貧しい青年も、王女も、不完全な家庭という境遇にあることが指摘される。青年の両親のうち夫のほうは「父親」として紹介されることはなく、王女の母親はまったく登場しない。
ヴァイオリンは、笑いと涙、喜楽と悲哀、愛と死という二元性を表現できる、感情的な楽器とされている。しかし、おとぎ話と違って、現実には長年の練習を経ずには、そうした感情を聴衆に伝えるには至らないものである。